# Cantone di Thouarcé
Il Cantone di Thouarcé era una divisione amministrativa dell'arrondissement di Angers.
È stato soppresso a seguito della riforma complessiva dei cantoni del 2014, che è entrata in vigore con le elezioni dipartimentali del 2015.
Comprendeva i comuni di:
- Les Alleuds
- Beaulieu-sur-Layon
- Brissac-Quincé
- Champ-sur-Layon
- Chanzeaux
- Charcé-Saint-Ellier-sur-Aubance
- Chavagnes
- Faveraye-Mâchelles
- Faye-d'Anjou
- Luigné
- Notre-Dame-d'Allençon
- Rablay-sur-Layon
- Saint-Lambert-du-Lattay
- Saulgé-l'Hôpital
- Thouarcé
- Valanjou
- Vauchrétien